# 阿达河
阿达河（義大利語：Adda；拉丁語：或），波河的支流，位于意大利北部伦巴第大区，发源于近瑞士边境的阿尔卑斯山区，流经科莫湖，在克雷莫纳上游数千米处与波河汇合，全长313千米。阿达河沿岸的城镇有博尔米奥、松德里奥、贝拉焦、莱科和洛迪。

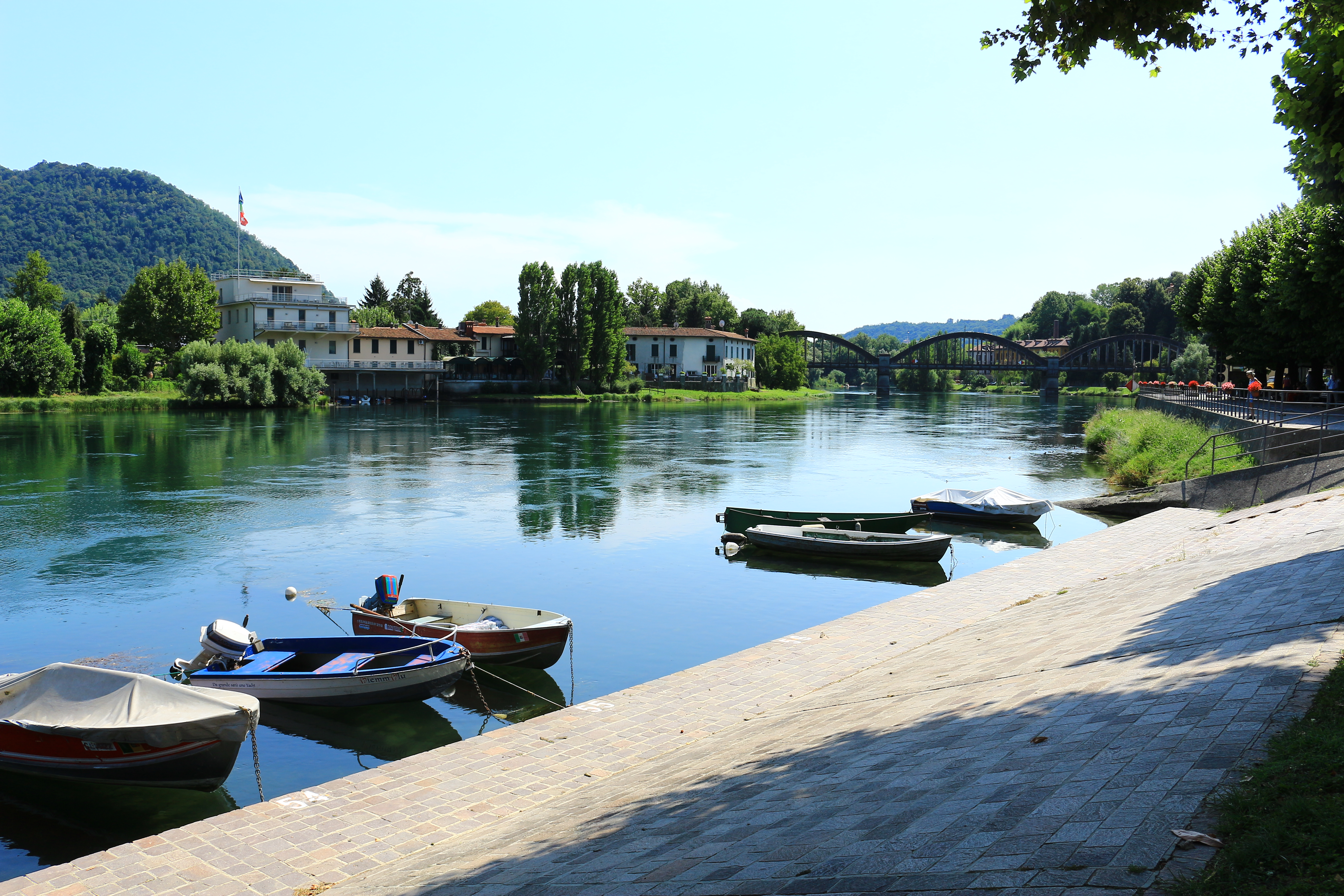
布里维奥的阿达河